# Archidiácono de Cleveland
El Archidiácono de Cleveland es un alto funcionario eclesiástico de un archidiácono, o subdivisión, de la Diócesis de York de la Iglesia de Inglaterra en la Provincia de York. El Arcediano de Cleveland se extiende al oeste desde Thirsk, al norte hasta Middlesbrough, al este hasta Whitby y al sur hasta Pickering. Tiene una geografía variada, incluidas las partes del sur de la conurbación de Teesside y los páramos abiertos del parque nacional North York Moors.

## Historia
Los archidiáconos ocurrieron en la Diócesis de York antes de 1093; antes de 1128, había cinco sirviendo simultáneamente, probablemente cada uno en su propia área, pero ninguno ocurre con un título territorial antes de 1133.  El título de Archidiácono de Cleveland se registra por primera vez antes de 1174 con Ralph, Archidiácono de Cleveland.  De los cinco arcedianos, Cleveland es uno de los tres que nunca se ha separado de la diócesis de York.

## Personas
El arcediano está dirigido por el obispo local de Whitby , Paul Ferguson  y por el archidiácono de Cleveland, Amanda Bloor desde el 15 de junio de 2020.

## Organización
Al igual que otros archidiáconos, Cleveland se subdivide en decanatos :
- Guisborough
- Middlesbrough
- Mowbray
- Northern Ryedale
- Stokesley
- Whitby

## Lista de archidiáconos
| - bef. 1128 – popa. 1137: Hugo el Cantor - bef. 1139 – popa. 1154: Ralph de Baro - bef. 1159 – bef. 1171 (res.): John hijo de Letold (luego Archidiácono de Nottingham ) - bef. 1173 – popa. 1174: Ralph (disputado; posiblemente vicearcediano) - bef. 1171-1189 (m.): Jeremy - Julio de 1189– c. 1198 (res.): Geoffrey de Muschamp - bef. 1200 – antes. 1200 (res.): John de Gray ( Archidiácono de Gloucester en la misma época o en una época similar) - Marzo de 1201 – popa. 1209: Ralph de Kyme (nombramiento del arzobispo) - Marzo-septiembre de 1201: Hugh Murdac (nombramiento de canónigos sin éxito) - en popa. 1213 – bef. 1223: Guillermo de Ely - bef. 1225 – popa. 1229: Matthew Scot - bef. 1230 – popa. 1238: Serlo (posiblemente el mismo Decano de Exeter ) - bef. 1233 – popa. 1233: Walter de Taney , archidiácono de East Riding (en funciones) - bef. 1246 – bef. 1262: John de Langeton el mayor - Roger (disputado) - bef. 1264 – popa. 1278: Rufinus de Tonengo - 2 de mayo de 1281 – después. 1286: Thomas de Grimston - 17 de julio de 1289-12 de agosto de 1317 (m.): Stephen de Mauley - 4 de febrero de 1318 – antes. 1334 (res.): Adrian de Fieschi - 28 de octubre de 1334-20 de septiembre de 1348 (intercambio): Innocent de Fieschi - Agosto de 1343 y agosto de 1344: William de Weston (subvenciones reales ineficaces) - 20 de septiembre de 1348 – antes. 1351 (m.): John Ellerker - 26 de septiembre de 1351-5 de marzo de 1355 (intercambio): Thomas de Holwell - 5 de marzo de 1355-21 de septiembre de 1379 (m.): William de Ferriby - 23 de septiembre de 1379 – antes. 1379: William de Catton - 7-9 de noviembre de 1379 (intercambio): William Kexby - 9 de noviembre de 1379 – antes. 1380: Roger de Ripon - 1380-14 de enero de 1381 (exch.): Robert de Manfeld - 14 de enero de 1381-2 de abril de 1385 (intercambio): Adam Spencer - 2 de abril de 1385 – antes. 1387 (m.): John Marshall - 6 de marzo-antes. 11 de junio de 1387 (f.): John Fitzthomas - 11 de junio de 1387 – antes. 1391: Alexander Herle - bef. 1391 – agosto 1410 (d.): Thomas Walkington - 31 de agosto de 1410-28 de mayo de 1411 (res.): Clement Stanton - 9 de marzo de 1411 – antes. 1414 (res.): Richard Pittes (beca real) - 10 de junio de 1414-1434 (f.): William Pelleson - Septiembre de 1434-1453 (m.): William Duffield - 18 de agosto de 1453 – antes. 1457 (m.): Stephen Wilton - 12 de agosto de 1457-1470 (res.): William Brande - Septiembre de 1470-1485 (res.): William Poteman - 13 de enero de 1485-1485 (m.): William Constable - 11 de octubre de 1485-1493 (res.): Henry Carnebull - 30 de abril de 1493-1497 (res.): Geoffrey Blythe - Marzo-mayo de 1497 (res.): John Hole - Mayo 1497-1499 (res.): Thomas Crossley | - 18 de agosto de 1499 – antes. 1506 (m.): John Reynald - 13 de junio de 1507-1523 (res.): Richard Rawlins - Diciembre de 1523 – antes. 1533 (m.): James Denton - Junio de 1533-1533 (exch.): Thomas Bedyll - Agosto de 1533-1534 (res.): William Clyff - 7 de octubre de 1534 – antes. 1547 (m.): Richard Langridge - 9 de julio de 1547 – antes. 1564 (res.): John Warner (también decano de Winchester desde 1559) - 31 de marzo de 1564-24 de marzo de 1570 (m.): Christopher Malton - 11 de abril de 1570 - 8 de mayo de 1582 (m.): Ralph Coulton - 8 de junio de 1582-1589 (res.): Richard Remington (luego Archidiácono de East Riding ) - 10 de marzo de 1589-19 de abril de 1601 (res.): Richard Byrde - 20 de abril de 1601-1619 (res.): John Phillips (también obispo de Sodor y Man desde 1605) - Agosto de 1619-30 de septiembre de 1635 (res.): Henry Thrucross - 1 de octubre de 1635-15 de octubre de 1638 (res.): Timothy Thursdaycross - 24 de octubre de 1638-1675 (m.): John Neale - 27 de abril de 1675-9 de septiembre de 1680 (m.): Robert Feild - 9 de octubre de 1680-1682 (res.): John Lake - 5 de enero de 1683-1685 (m.): Barnabas Long - 23 de julio de 1685-24 de noviembre de 1700 (m.): John Burton - 7 de diciembre de 1700-12 de junio de 1711 (m.): James Fall - 3 de agosto de 1711-28 de octubre de 1735 (m.): John Richardson - 17 de noviembre de 1735-1750 (res.): Jaques Sterne (luego Archidiácono de la Cabalgata del Este) - 18 de julio de 1750 - 7 de agosto de 1787 (m.): Francis Blackburne - 22 de agosto de 1787 - 4 de noviembre de 1805 (m.): Robert Peirson - 15 de enero de 1806-19 de junio de 1820 (f.): Charles Baillie-Hamilton - 28 de junio de 1820-1828 (res.): Francis Wrangham - 3 de diciembre de 1828-27 de octubre de 1832 (res.): Leveson Venables-Vernon-Harcourt - 2 de noviembre de 1832-24 de diciembre de 1845 (m.): Henry Todd - 17 de enero de 1846-17 de enero de 1874 (res.): Edward Churton - bef. 1875-1882 (m.): William Hey - 1883 - 30 de marzo de 1897 (m.): Henry Yeoman - 1897-1906 (res.): William Hutchings - 1907-1938 (retirado): Thomas Lindsay (luego archidiácono emérito) - 1938-1942 (m.): Basil Carter - 1942-1946: Edmund Hope - 1947-1947 (res.): George Townley - 1947-1965 (retirado): William Palin (luego archidiácono emérito) - 1965-1974 (retirado): Stanley Linsley (luego archidiácono emérito) - 1974-1984 (res.): John Southgate - 1985-1991 (retirado): Ron Woodley (luego archidiácono emérito) - 1991-2001 (retirado): Chris Hawthorn (luego archidiácono emérito) - 2001 - 3 de julio de 2014: Paul Ferguson - 12 de junio de 2014 - 2015 (en funciones): Richard Rowling - 6 de mayo de 2015 - 9 de octubre de 2019: Sam Rushton (se convirtió en archidiácono de York ) - 9 de octubre de 2019-15 de junio de 2020: Clay Roundtree, archidiácono en funciones - 15 de junio de 2020 - presente: Amanda Bloor |